# الطبخ مع الكلب
الطبخ مع الكلب هي سلسلة ويب للطبخ تظهر على شبكة الإنترنت. تم عرضه لأول مرة على موقع يوتيوب في 9 سبتمبر 2007. ويحتوي البرنامج على امرأة يابانية تعرف فقط باسم «الشيف» الذي يعد الطبق المميز للحلقة، في حين أن لعبتها الخاصة ببلدة «فرانسيس» عبر التعليق الصوتي تروي هذه العملية. بينما يتحدث الشيف باللغة اليابانية، يلقى فرانسيس الحلقات باللغة الإنجليزية وهو قرار زيادة مشاهدة الجمهور العرض. على الرغم من التركيز في البداية على المطبخ الياباني، إلا أن العرض امتد لاحقًا ليشمل مأكولات من مناطق أخرى. تم تحميل حلقات جديدة كل يوم جمعة، قبل التحول إلى بنية إصدار مختلفة في أوائل عام 2017.
وعلى الرغم من شعبية الشيف وظهوره من قبل الشيف، إلا أن هويات الشيف ومنتج العرض لم يتم الكشف عنها عن عمد بسبب مخاوف تتعلق بالخصوصية.
وبمرور الوقت ازداد العرض شيوعًا حيث انتقل من ميزانية منخفضة وقناة ذات قيمة إنتاجية منخفضة إلى اكتساب مهارة ويتابعه أكثر من 1.1 مليون مشترك في قناة. وقد زادت المراجعات شعبية بسبب الأسلوب السلس وطريقته في اتباع أسلوب خطوة بخطوة في الطهي، ونهج فرانسيس وتشيف اللطيف الخالي من القلق. يُعد هذا العرض من بين 10 قنوات الطهي والطعام الأكثر اكتتابًا في يوتيوب وقد حظي باهتمام إيجابي ولقاءات عامة وجوائز.

## روابط خارجية
- الطبخ مع الكلب على موقع IMDb (الإنجليزية)